# Thallern (Gemeinde Krems)
Thallern ist eine Ortschaft und eine Katastralgemeinde der Statutarstadt Krems an der Donau in Niederösterreich. Die Ortschaft hat 308 Einwohner (Stand 1. Jänner 2024). Bis Ende 1970 war Thallern eine eigenständige Gemeinde.

## Geografie
Der zu Krems gehörende Ort liegt südlich der Donau nahe dem Augebiet. Der Ortsname Thallern verweist auf die Lage der Ansiedlung im Tal der Donau.

## Geschichte
Der Ort wird 1072 und 1091 urkundlich erwähnt. Laut Gründungsurkunde des Stifts Göttweig schenkte Altmann von Passau dem Kloster mehrere Güter, darunter Thallern.
Im Jahr 1758 wurde bei Thallern ein Braunkohlevorkommen entdeckt und von der k. k. Bergwerksdirektion ein Bergwerk eingerichtet, das erste Kohlenbergwerk in Niederösterreich. Der überwiegende Teil der Braunkohle wurde per Schiff nach Wien geliefert, wo die Kohle etwa in den Ziegeleien am Laaerberg und Wienerberg verheizt wurde. Als zu Beginn des 19. Jahrhunderts der Bergbau in Thallern privatisiert wurde, erwarb der Wiener Ziegelfabrikant Alois Miesbach große Anteile. Alleine Miesbach beschäftigte  1833 in Thallern 128 Arbeiter. Durch den Bau der Kaiser Ferdinands-Nordbahn und anderer Strecken gelangte vermehrt Steinkohle aus Mähren nach Wien, wodurch die Kohlenförderung in Thallern im späten 19. Jahrhundert aufgegeben wurde. Während des Ersten Weltkrieges wurde zwar erneut mit dem Abbau begonnen, aber nach einem Wassereinbruch wurde das Bergwerk 1922 endgültig stillgelegt.
Laut Adressbuch von Österreich waren im Jahr 1938 in der Ortsgemeinde Thallern ein Bäcker, ein Gastwirt, ein Gemischtwarenhändler, ein Maler, ein Milchhändler, eine Milchgenossenschaft und ein Schmied ansässig.
Mit 1. Jänner 1971 wurden im Zuge der Niederösterreichischen Kommunalstrukturverbesserung die bis dahin selbständigen Gemeinden Thallern und Angern nach Hollenburg eingemeindet, zwei Jahre später wurde dann Hollenburg nach Krems an der Donau eingemeindet.

## Persönlichkeiten
- Oskar Werner (1922–1984), österreichischer Film- und Bühnenschauspieler, wohnte zeitweise im Ort